# A hetedik tekercs
A hetedik tekercs (The Seventh Scroll) 1999-ben bemutatott amerikai olasz minisorozat.

## Történet
A filmben, amely Wilbur Smith nagy sikerű bestsellere alapján készült, múlt és jelen misztikus kapcsolatban állnak egymással: ötezer évvel ezelőtt szenvedélyes szerelemre lobbant egymás iránt egy egyiptomi királynő és egy hadvezér, akik titokban született gyermeküket a folyóra bízták... Napjainkban, amikor lázas kutatás folyik a fáraók elrejtett kincsei után, Royan a fiatal egyiptológus és férje egy különös gyermeket találnak a Nílus partján, akit örökbe fogadnak, és a Hapi nevet adják neki az ősi folyóisten után. Royanék Mamose fáraósírját kutatják, de minél többet tudnak meg a sírról, annál élénkebben gyötrik a kisfiút különös látomások. Lassanként egyértelművé válik számukra, hogy nagy erejű földöntúli erők próbálják megakadályozni, hogy a pár megtalálja a keresett sírt. Mikor férjét megölik, a nő az amerikai archeológushoz Nickhez fordul segítségért. Dolgukat nehezíti, hogy egy Schiller nevű milliomos-kalandor ered a nyomukba, aki a kincsekre vadászik, s nem riad vissza semmitől...

## Szereplők
| Szerep                  | Színész              | Magyar hang   |
| ----------------------- | -------------------- | ------------- |
| Grant Schiller          | Roy Scheider         | Tordy Géza    |
| Nicholas Quinten-Harper | Jeff Fahey           | Kálid Artúr   |
| Royan                   | Karina Lombard       | Zakariás Éva  |
| Taita                   | Art Malik            | Kőszegi Ákos  |
| Tanus                   | Phillip Rhys         | Tóth András   |
| Hapi Al Simma           | Jeffrey Licon        | Czető Roland  |
| Lostris                 | Katrina Gibson       | Gubás Gabi    |
| Rasfer                  | Massimiliano Bianchi |               |
| Gina                    | Valeria Marini       | Orosz Helga   |
| Omar                    | Younes Megri         |               |
| Duraid                  | Tony Musante         |               |
| Mamose                  | Edmund Purdom        | Maros Gábor   |
| Tamre                   | Sanjay Sharma        | Fekete Zoltán |

## Külső hivatkozások
- A hetedik tekercs a PORT.hu-n (magyarul)
- A hetedik tekercs az Internet Movie Database-ben (angolul)
- A hetedik tekercs a Box Office Mojón (angolul)